# Отто Нолль
Отто Нолль (нім. Otto Noll, 24 липня 1882 — 30 листопада 1921) — австрійський футболіст, що грав на позиції воротаря.
Виступав, зокрема, за клуб ДФК Прага, а також національну збірну Австрії.

## Клубна кар'єра
До 1912 року грав у команді «Штурм» Прага. З 1912 року виступав за команду клубу ДФК Прага. Клуб належав до австрійської футбольної асоціації у Празі і у сезоні 1912/13 став переможцем Австрійської ліги у Богемії.
Помер 30 листопада 1921 року на 40-му році життя.

## Виступи за збірну
1912 року дебютував в офіційних матчах у складі національної збірної Австрії у грі зі збірною Угорщини, що завершився нічиєю 1:1. Був учасником футбольного турніру на Олімпійських іграх 1912 року. Австрія з рахунком 5:1 перемогла збірну Німеччини, а у наступному раунді команда поступилась збірній Нідерландів — 1:3. Загалом провів у формі головної команди країни 3 матчі.
| Дата      | Місто     | Господарі | Результат | Гості            | Турнір                        | Голи | Примітки |
| --------- | --------- | --------- | --------- | ---------------- | ----------------------------- | ---- | -------- |
| 5-5-1912  | Відень    | Австрія   | 1 – 1     | Угорщина         | Кубок Вагнера                 | -    |          |
| 29-6-1912 | Стокгольм | Австрія   | 5 – 1     | Німецька імперія | Олімпійські ігри – 1 раунд    | -    |          |
| 30-6-1912 | Стокгольм | Австрія   | 1 – 3     | Нідерланди       | Олімпійські ігри – 1/4 фіналу | -    |          |
| Усього    |           | Матчів    | 3         |                  | Голів                         | 0    |          |